# Australiens damlandslag i fotboll
Australiens damlandslag i fotboll representerar Australien i fotboll på damsidan. Laget kallas populärt för Matildas, efter den klassiska australiensiska folkvisan Waltzing Matilda. Sedan 2006 är de med i det asiatiska fotbollsförbundet AFC. Innan dess var de med i det oceaniska fotbollsförbundet OFC. De spelade sin första officiella landskamp mot Nya Zeeland den 6 oktober 1979 i Sydney.

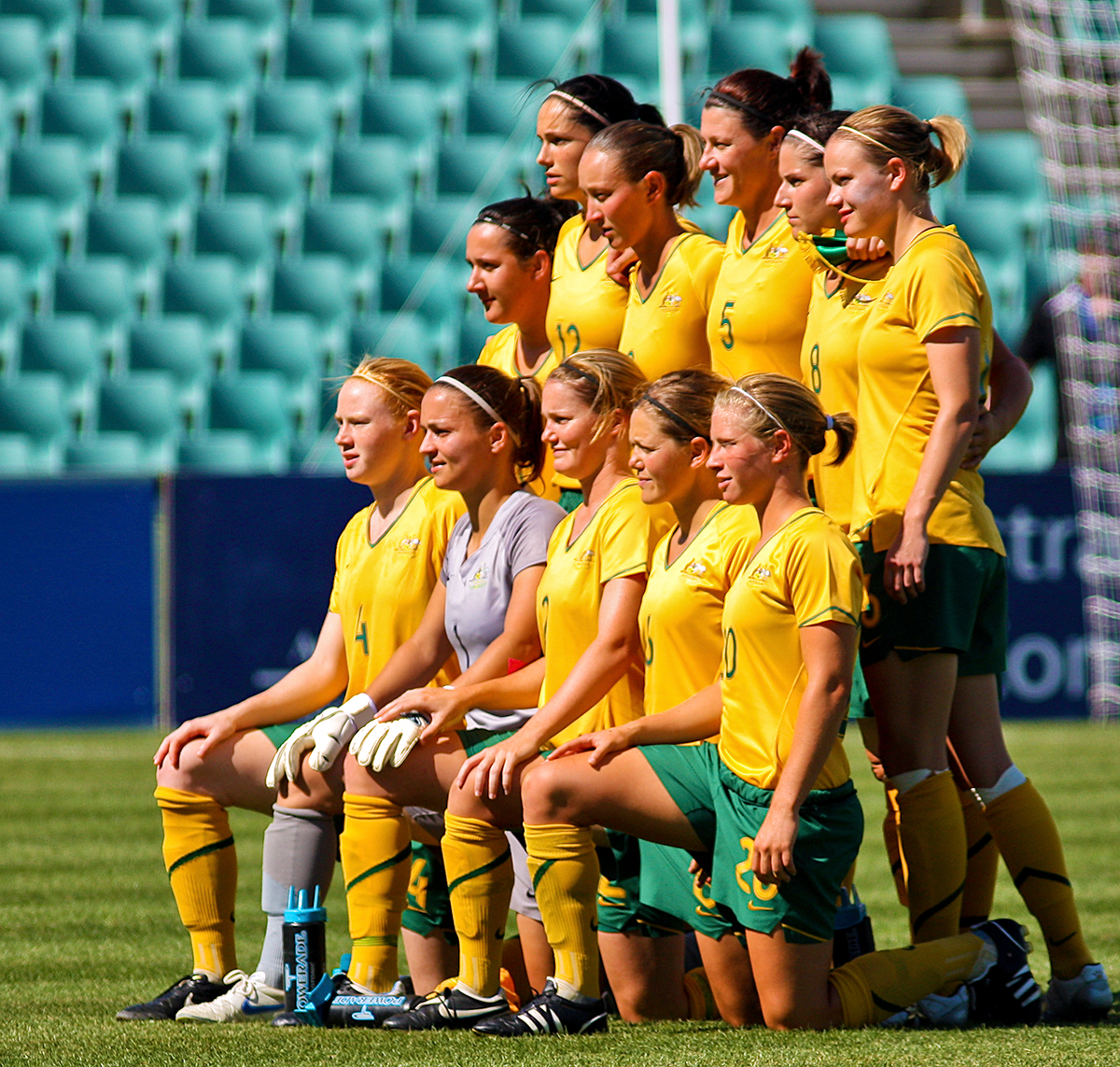
Australiens landslag inför en match mot Italien i Sydney 2009.

## Världsmästerskapen
Australien har deltagit i åtta av de nio världsmästerskapen för damer som hållits. De missade den första turneringen 1991 då Nya Zeeland vann de Oceaniska mästerskapen samma år vilket fungerade som kval till VM. Australien debuterade istället fyra år senare i Sverige, men de slutade på sista plats i sin grupp efter USA, Kina och Danmark. Vid VM 1999 slutade de trea i sin grupp efter Kina och Sverige, men före Ghana.
Vid VM 2003 i USA fick Australien återigen möta både Kina och Ghana i gruppspelet tillsammans med Ryssland. Den gången slutade de på en sistaplats och åkte ur. Fyra år senare vid VM 2007 möttes Australien och Ghana för tredje turneringen i rad i gruppspelet, men denna gång slutade Australien tvåa efter Norge och före Kanada och Ghana och gick vidare till kvartsfinal. I kvartsfinalen fick de möta Brasilien som dock var för starka och de förlorade med 3–2 och åkte ur.

## Oceaniska mästerskapen
Fram till och med 2006 var Australien med i det oceaniska fotbollsförbundet och de var därmed även med och deltog i de Oceaniska mästerskapen för damer mellan 1983 och 2003. De två första turneringarna, 1983 och 1986, slutade de på andraplats efter första gången Nya Zeeland och andra gången Taiwan. 1989 slutade de till och med på tredje plats efter både Nya Zeeland och Taiwan. 1991 slutade de åter på en andraplats efter Nya Zeeland. De tre efterföljande turneringarna, 1995, 1998 och 2003, vann de finalerna mot Nya Zeeland och blev oceaniska mästare de tre åren.

## Asiatiska mästerskapen
Från och med 2006 bytte Australien kontinentalt förbund när de gick över till asiatiska AFC för att öka konkurrensen för sina landslag. Därmed har de sedan 2006 deltagit i de asiatiska mästerskapen. första turneringen 2006 stod de som värd för och det slutade med en finalplats mot Kina där matchen slutade 2–2, men där Kina vann på straffläggningen. Vid 2008 års turnering slutade de på en fjärdeplats.
Vid de asiatiska mästerskapen 2010 gick Australien till slutspelet efter att ha slutat tvåa i sin grupp efter Kina. I semifinalen fick de möta Japan som de slog med 1–0 och i finalen fick de möta Nordkorea. Finalen slutade 1–1 efter ordinarie tid och förlängning och den avgjordes vid en jämn straffläggning som Australien vann med 5–4. De blev därmed asiatiska mästare för första gången.

## Förbundskaptener
- Jim Selby (1978–1980)
- Trixie Tagg (1981)
- Jim Selby (1983–1984)
- Fred Robins (1986–1987)
- John Doyle (1988–1989)
- Steve Darby (1989–1991)
- John Reid (1994)
- Tom Sermanni (1994–1997)
- Greg Brown (1997–1999)
- Chris Tanzey (1999–2000)
- Adrian Santrac (2001–2004)
- Tom Sermanni (2005–2012)
- Hesterine de Reus (2013–2014)
- Alen Stajcic (2014– 2019)
- Ante Milicic (2019–2020)
- Tony Gustavsson (2020–2024)

## Laguppställning
Följande spelare ingår i spelartruppen i VM 2023 som spelas i Australien och Nya Zeeland.
- Matcher och mål är uppdaterade per den 19 juli 2023.

| Nr | Pos. | Namn               | Födelsedatum (ålder)      | Matcher | Mål |            | Klubb                       |
| -- | ---- | ------------------ | ------------------------- | ------- | --- | ---------- | --------------------------- |
| 1  | MV   | Lydia Williams     | 13 maj 1988 (35 år)       | 84      | 0   | England    | Brighton & Hove Albion WFC  |
| 2  | F    | Cortney Nevin      | 12 februari 2002 (21 år)  | 23      | 0   | England    | Leicester City LFC          |
| 3  | F    | Aivi Luik          | 18 mars 1985 (38 år)      | 43      | 1   | Sverige    | BK Häcken FF                |
| 4  | F    | Clare Polkinghorne | 1 februari 1989 (34 år)   | 157     | 16  | Sverige    | Vittsjö GIK                 |
| 5  | A    | Cortnee Vine       | 9 april 1998 (25 år)      | 17      | 3   | Australien | Sydney FC                   |
| 6  | MF   | Clare Wheeler      | 14 januari 1998 (25 år)   | 14      | 0   | England    | Everton LFC                 |
| 7  | F    | Stephanie Catley   | 26 januari 1994 (29 år)   | 110     | 3   | England    | Arsenal WFC                 |
| 8  | MF   | Alex Chidiac       | 15 januari 1999 (24 år)   | 27      | 2   | USA        | Racing Louisville FC        |
| 9  | A    | Caitlin Foord      | 11 november 1994 (28 år)  | 109     | 29  | England    | Arsenal WFC                 |
| 10 | MF   | Emily van Egmond   | 12 juli 1993 (30 år)      | 128     | 30  | USA        | San Diego Wave FC           |
| 11 | A    | Mary Fowler        | 14 februari 2003 (20 år)  | 37      | 10  | England    | Manchester City WFC         |
| 12 | MV   | Teagan Micah       | 20 oktober 1997 (25 år)   | 14      | 0   | Sverige    | FC Rosengård (damfotboll)   |
| 13 | MF   | Tameka Yallop      | 16 juni 1991 (32 år)      | 113     | 12  | Norge      | SK Brann Kvinner            |
| 14 | F    | Alanna Kennedy     | 21 januari 1995 (28 år)   | 109     | 8   | England    | Manchester City WFC         |
| 15 | F    | Clare Hunt         | 12 mars 1999 (24 år)      | 6       | 0   | Australien | Western Sydney Wanderers FC |
| 16 | A    | Hayley Raso        | 5 september 1994 (28 år)  | 71      | 12  | England    | Manchester City WFC         |
| 17 | A    | Kyah Simon         | 25 juni 1991 (32 år)      | 111     | 29  | England    | Manchester City WFC         |
| 18 | MV   | Mackenzie Arnold   | 25 februari 1994 (29 år)  | 35      | 0   | England    | West Ham United WFC         |
| 19 | MF   | Katrina Gorry      | 13 augusti 1992 (30 år)   | 94      | 17  | Sverige    | Vittsjö GIK                 |
| 20 | A    | Sam Kerr           | 10 september 1993 (29 år) | 121     | 63  | England    | Chelsea FC Women            |
| 21 | F    | Ellie Carpenter    | 28 april 2000 (23 år)     | 62      | 3   | Frankrike  | Olympique Lyonnais (damer)  |
| 22 | F    | Charlotte Grant    | 20 september 2001 (21 år) | 18      | 1   | Sverige    | Vittsjö GIK                 |
| 23 | MF   | Kyra Cooney-Cross  | 15 februari 2002 (21 år)  | 28      | 0   | Sverige    | Hammarby IF Fotboll (damer) |